# اوغلبیک دوزکند
اوغلبیک دوزکند یک روستا در ایران است که در دهستان قلعه‌جوق واقع شده‌است. اوغلبیک دوزکند ۴۸۰ نفر جمعیت دارد.